# Childs (Virginia Occidental)
Childs es un área no incorporada ubicada dentro del Distrito 1, una división civil menor del condado de Wetzel, Virginia Occidental, Estados Unidos. Está catalogada como un asentamiento humano por la Junta de Nombres Geográficos de los Estados Unidos.
El número de identificación (ID) asignado por el Servicio Geológico de Estados Unidos es 1554131.

## Geografía
Se encuentra a una altitud de 210 metros sobre el nivel del mar (689 pies) según el conjunto de datos de elevación nacional.